# Tibor Del Grosso
Tibor Del Grosso (27 de julio de 2003) es un ciclista neerlandés especialista en ruta, ciclocrós y montaña. Es parte del equipo Alpecin-Deceuninck.

## Palmarés

### Ciclocrós
2019-2020
- Campeonato de los Países Bajos de Ciclocrós Junior

2022-2023
- Campeonato de los Países Bajos de Ciclocrós sub-23
- 2.º en el Campeonato Mundial de Ciclocrós sub-23
- 2.º general Copa del Mundo sub-23
  - 1.º Besançon
  - 2.º Benidorm
  - 3.º Zonhoven

2023-2024
- Campeonato Mundial de Ciclocrós sub-23
- 1.º general Copa del Mundo sub-23
  - 1.º Troyes
  - 1.º Dublín
  - 1.º Amberes
  - 1.º Hoogerheide
  - 4.º Benidorm
  - 1.º Nijverdal

2024-2025
- Campeonato de los Países Bajos de Ciclocrós
- Campeonato Mundial de Ciclocrós sub-23
- 1.º general Copa del Mundo sub-23
  - 1.º Hulst
  - 1.º Zonhoven
  - 1.º Besançon
  - 1.º Benidorm
  - 1.º Hoogerheide

### Ciclismo de montaña
2020
- 3.º en el Campeonato de los Países Bajos XCO Junior

2022
- Campeonato de los Países Bajos XCO sub-23

### Ruta
2020
- 2.º en el Campeonato de los Países Bajos Contrarreloj Junior

2021
- Campeonato de los Países Bajos en Ruta Junior
- Campeonato de los Países Bajos Contrarreloj Junior

2024
- Gran Premio New York City
- 1 etapa del Tour de Alta Austria
- Campeonato de los Países Bajos en Ruta sub-23

2025
- 1 etapa del Tour de Turquía

## Resultados

### Vueltas menores
| Carrera | Carrera          | 2025 |
| ------- | ---------------- | ---- |
|         | París-Niza       | 81.º |
|         | Volta a Cataluña | Ab.  |

—: No participa

Ab.: Abandona

X: No se disputó

### Clásicas y Campeonatos
| Carrera             | Carrera             | 2025 |
| ------------------- | ------------------- | ---- |
| A Través de Flandes | A Través de Flandes | 6.º  |

—: No participa

Ab.: Abandona

X: No se disputó